# 青森市立西中学校
青森市立西中学校（あおもりしりつ にしちゅうがっこう）は、青森県青森市大字浪館にある公立中学校。略称「西中」。

## 概要
- 青森市立浪館小学校、青森市立泉川小学校と連携した教育過程研究の指定校となっている。

## 生徒数
2025年（令和7年）4月1日時点
| 学年 | 1年 | 2年 | 3年 | 特別支援 | 合計 |
| ---- | --- | --- | --- | -------- | ---- |
| 学級 | 6   | 6   | 5   | 2        | 19   |
| 生徒 | 173 | 168 | 161 | 12       | 514  |

## 学区
千富町2丁目の一部・三内（字丸山の一部、字里見の一部）・浪館・細越・安田（字稲森、字若松、字近野の一部）・大野（字金沢の一部、字笹崎、字今井、字鳴滝の一部）、浪館前田（1丁目の一部、2丁目～4丁目）・里見2丁目の一部・西滝（1丁目、2丁目の一部、3丁目の一部、字切島）・久須志4丁目の一部・金沢（4丁目の一部、5丁目の一部）・西大野（1丁目の一部、2丁目、3丁目の一部、4丁目の一部、5丁目）。

## 沿革
- 1969年（昭和44年）4月1日 - 大野中学校と滝内中学校が統合し、西中学校として発足。ただし、校舎は完成しておらず、大野中学校が西中学校大野校舎として、滝内中学校が西中学校滝内校舎として、それぞれ存続。
- 1970年（昭和45年）
  - 3月16日 - 校章・校歌制定。同日、第1回卒業式を、県立図書館ホールで挙行。
  - 4月1日 - 新校舎第一期工事が鉄筋3階建の一部を除き竣工、移転。
  - 6月20日 - 新校舎第二期工事竣工（管理棟）。
  - 9月30日 - 新校舎第三期工事竣工（特別教室）。
- 1971年（昭和46年）3月16日 - 校章制定、校旗樹立。
- 1972年（昭和47年）
  - 11月30日 - 体育館竣工。
  - 12月2日 - 校舎体育館落成を祝う会挙行。
- 1977年（昭和52年）3月7日 - 校舎増築部分竣工（管理棟・普通教室）。
- 1978年（昭和53年）10月29日 - 創立10周年挙行式典挙行。
- 1980年（昭和55年）4月1日 - プレハブ3教室増築。以後、1981年（昭和56年）度と1982年（昭和57年）度で、プレハブ10教室増築。
- 1985年（昭和60年）4月1日 - 三内中学校開校により、本校生徒の一部を三内中学校に移籍。同日、プレハブ教室を解消。
- 1989年（平成元年）10月21日 - 創立20周年挙行式典挙行。
- 1994年（平成6年）1月18日 - コンピュータ室竣工。
- 2019年（令和元年）
  - 日付不明 - 校舎改築工事開始。
  - 10月20日 - 創立50周年記念式典挙行[2]。
- 2021年（令和3年）
  - 2月 - 改築工事完了。
  - 7月 - 旧校舎解体工事開始。

## 部活動
運動部
- 卓球部
- 陸上競技部
- バレーボール部
- バスケットボール部
- 軟式野球部
- ソフトテニス部
- バドミントン部
- 剣道部
- サッカー部
- ソフトボール部

文化部
- 合唱部 - 平成16年度に行われたNHK全国学校音楽コンクール（青森県）で銅賞受賞。[3]
- 科学部
- 美術部
- 園芸部

特設
- 水泳部
- 吹奏楽部（令和5年度より「ねぶたブリティッシュブラスバンドJr.」に名称変更）
- 相撲部

## 周辺
- 浪館福祉館
- 青森市立泉川小学校
- 西滝川

## アクセス
- 青森市営バス浪館循環線「西中学校入口」バス停下車後、徒歩約190m・約3分。ただし、浪館循環線は、1日2本のみの運行[4]。

## 参考資料
- 『新青森市史 別編教育（別巻） 年表・学校沿革』（青森市・2000年3月発行）「学校沿革 （二）中学校」
  - 230頁～231頁「西中学校 変遷」
  - 231頁「大野中学校」・「滝内中学校」